# Egbert-Jan ter Mors
Egbert-Jan ter Mors (* 17. Januar 1941) ist ein ehemaliger niederländischer Fußballspieler.
Ter Mors spielte zwei Saisons für den FC Twente Enschede, bevor er 1967 zum Regionalligisten Rot-Weiss Essen wechselte. Für die Essener spielte er dreieinhalb Jahre, die ersten beiden in der Regionalliga West, den Rest in der Bundesliga. Unter Trainer Erich Ribbeck kam die Mannschaft aus Bergeborbeck 1967/68 zur Vizemeisterschaft. Der lauffreudige Mittelfeldspieler ter Mors hatte dazu in 32 Ligaspielen mit sieben Toren beigetragen. In der Aufstiegsrunde reichte es aber nur zum zweiten Platz hinter dem Bundesligarückkehrer Hertha BSC. Dort war der Mann aus den Niederlanden in allen acht Spielen aufgelaufen. In seinem zweiten Jahr bei RWE, 1968/69, reichte es für die Mannschaft um die Torjäger Willi Lippens (32-24), Günter Pröpper (27-17) und Helmut Littek (29-11) erneut zur Vizemeisterschaft. In der Aufstiegsrunde – ter Mors absolvierte alle acht Spiele und erzielte zwei Tore – wurde unter Trainer Willi Vordenbäumen, der als Nachfolger des zu Kickers Offenbach gewechselten Kuno Klötzer am Rundenende im Amt war, souverän der erste Platz erreicht und damit die Rückkehr in die Bundesliga. In seiner ersten Bundesligarunde 1969/70 kam ter Mors auf 30 Pflichtspiele und schoss dabei zwei Tore. Unter Trainer Herbert Burdenski landete RWE auf dem zwölften Platz. Zum Januar 1971 wechselte ter Mors nach 17 weiteren Bundesligapartien (1 Tor) zurück in die Niederlande zu VBV De Graafschap Doetinchem. Mit dem aus diesem Transfer einhergehenden Erlös wurde Willi Lippens bei Rot Weiss Essen gehalten.
Im Sommer 1971 wechselte ter Mors zu Go Ahead Eagles Deventer und eineinhalb Jahre später zum PEC Zwolle. Dort musste er aufgrund einer Verletzung seine Karriere beenden.